# I vagabondi delle stelle
I vagabondi delle stelle è un film del 1956 diretto da Nino Stresa. Questo film non c'entra nulla con il romanzo, quasi omonimo, di Jack London Il vagabondo delle stelle.

## Trama
Tre giovani vivono in una pensione con pochi soldi ma tanti sogni. Spesso ottengono il cibo dalla cameriera che a turno corteggiano Tonino e Rosario. Quando tocca a Franco il ragazzo rivolge le sue attenzioni a Maria Stella figlia del padrone del palazzo.
Chiarito l'equivoco tra i due giovani nasce l'amore ma il padre di lei si oppone in maniera decisa. Cambierà idea sentendo il ragazzo cantare una canzone scritta da lui.